# Świerczów (Sainte-Croix)
Pour les articles homonymes, voir Świerczów.
Świerczów est une localité polonaise de la gmina de Stąporków, située dans le powiat de Końskie en voïvodie de Sainte-Croix.